# Fulco Luigi Ruffo-Scilla
Fulco Luigi Ruffo-Scilla, italijanski rimskokatoliški duhovnik, škof in kardinal, * 6. april 1840, Palermo, † 29. maj 1895.

## Življenjepis
20. septembra 1862 je prejel duhovniško posvečenje.
28. decembra 1877 je prejel škofovsko posvečenje in bil postavljen za nadškofa Chietija. 23. maja 1887 je bil imenovan za naslovnega nadškofa Petre v Palestini in za apostolskega nuncija v Nemčiji.
20. marca 1889 se je vrnil v Rimsko kurijo. 14. decembra 1891 je bil povzdignjen v kardinala in imenovan za kardinal-duhovnika S. Maria in Traspontina.